# Горенко Альона Володимирівна
Олена (Альона) Володимирівна Горенко (нар. 7 травня 1981, Митищі, Московська область) — російська телеведуча, журналістка та акторка.

## Навчання
В дитинстві Олена Горенко, крім звичайної, вчилася ще в трьох школах: танцювальній, художній та музичній у класі скрипки.
У 1996 році журнал «Шкільна роман-газета» опублікував вірші Олени, а її наставниця з літературної студії поетеса Валентина Коростильова написала дуже теплий відгук про молоду авторку.
З 15 років Олена Горенко опублікувалася в таких виданнях, як газета «Глагол» (щотижневий додаток до газети «Московський комсомольц») і газеті «Сенеж».
У 2010 році Олена Горенко закінчила відділення додаткової освіти за напрямом «Акторська майстерність» в Театральному інституті імені Бориса Щукіна (курс доцентки Л. С. Ворошилової).

## Кар'єра ведучої
На телебачення Горенко потрапила в 16 років і дуже сподобалася, але втрутилася мати, яка повідомила, що Олена — лише учениця 10-го класу й часу на повноцінну роботу у неї не буде. На телебаченні порадили вступати на журфак і потім приходити до них.
У 2003 році Горенко закінчила журфак Московського державного університету імені М. В. Ломоносова. З другого курсу Олена Горенко вела новини спорту на телеканалі «Столиця». Тоді ж з друзями створила програму «Подорож зі смаком» для «ДТВ-Viasat», а також робила туристичну рубрику на «М1».
Два роки працювала на телеканалі «Росія», потім на «Зірці» — в програмі «Зоряне містечко. Початок». З серпня 2006 року Олена Горенко працювала ведучою програми новин «События» на телеканалі «ТВ Центр». З лютого 2010 по серпень 2015 років вела на тому ж каналі ранкову інформаційно-пізнавальну програму «Настрій». У 2013 працювала на каналі «КХЛ-ТВ», де для програми «13» зробила цикл інтерв'ю з зірками шоубізнесу про хокей.
З травня 2015 року Олена Горенко працює на каналі «Царгород ТВ», де виступає в різних амплуа: інтерв'юерки, ведучої ток-шоу та новин. У грудні 2017 прийшла працювати на телеканал «Спас».

## Кінокар'єра
Олена Горенко виконала десяток ролей в кіно і серіалах, але останнім часом в інтерв'ю, зокрема, журналу «Квіти» за 2016 рік, говорила про те, що хотіла б виконати свою дитячу мрію і писати сценарії для фільмів. Знімалася в рекламних відеороликах.

## Особисте життя
Олена Горенко одружена, має дочок — Марфа (2009) і Марія (2013).
Захоплення — біг (Олена регулярно бере участь у Московських марафонах), фотографія і книги.

## Фільмографія
1. 2004 — Моя прекрасна нянька
2. 2006 — Хто в домі господар?
3. 2006 — Троє зверху
4. 2006 — Мустанг
5. 2006 — Любов незвіданого простору
6. 2007 — Вся така раптова
7. 2007 — Руд і Сем — Іра
8. 2008 — Мент у законі — Інга
9. 2009 — Гарячі новини — ведуча новин
10. 2009 — Крем — Ольга